# Charlier (cratera marciana)
Charlier é uma cratera marciana. Tem como característica 113.1 quilômetros de diâmetro. O seu nome é em homenagem a Carl Charlier, um astrónomo sueco.